# Doraemon: Nobita du hành biển phương Nam
Doraemon: Nobita du hành biển phương Nam  (ドラえもん のび太の南海大冒険) là một phim điện ảnh anime thể loại khoa học viễn tưởng sản xuất năm 1998 của đạo diễn Shibayama Tsutomu. Đây là phim chủ đề thứ 19 của phim điện ảnh Doraemon bắt nguồn từ một chương truyện tranh ngắn do tác giả Fujiko F. Fujio sáng tác đăng trên tạp chí Tentōmushi Comics của nhà xuất bản Shogakukan được ra mắt tại Nhật Bản. Trước khi chính thức khởi chiếu vào tháng 3 năm 1998, toàn bộ nội dung truyện phim được đăng trên tạp chí CoroCoro Comic cũng do Shogakukan ấn hành, sau đó được xuất bản dưới dạng tankōbon và trở thành tập manga thứ 18 thuộc xê-ri truyện dài Doraemon. Truyện phim kể về chuyến phiêu lưu của nhóm Nobita và những người đi săn kho báu tại hòn đảo huyền bí ở phương Nam.
Sau khi công chiếu tại Nhật Bản, Toho đã phân phối Doraemon: Nobita no Nankai Daibōken dưới định dạng VHS và DVD, đồng thời được trình chiếu ở một số quốc gia khác. Tại Việt Nam, Doraemon: Nobita no Nankai Daibōken được giới thiệu trước tiên qua phiên bản manga bởi Nhà xuất bản Kim Đồng dưới tựa Cuộc phiêu lưu tới đảo giấu vàng. Doraemon: Nobita no Nankai Daibōken đoạt giải Mainichi Film Award lần thứ 53 (năm 1998), cho hạng mục Animation Film Award (Giải thưởng phim hoạt hình), Japan Media Arts Festival lần thứ 10 và Japan Media Arts Festival Animation Division lần thứ 2 cho hạng mục Giải xuất sắc và đạt doanh hiệu Giải bạc xuất sắc của Giải Golden Gross lần thứ 16 trong hạng mục "Phim điện ảnh quốc gia Nhật Bản" nhờ thành tích nổi bật về doanh thu phòng vé (đạt 2.1 tỉ yên).

## Nội dung

Bìa truyện Nobita và chuyến du hành biển phương Nam

Nobita và Doraemon tổ chức một trò chơi '' đi tìm kho báu '' trên biển. Hai đứa rủ theo cả Shizuka, Jaian và Suneo. Chẳng may con thuyền của nhóm bị rơi ngược về thế kỉ 17 do rối loạn thời gian. Họ đụng độ ngay một con tàu cướp biển và bất đắc dĩ tham gia một trận chiến trên tàu. Nobita bị rơi xuống biển và mất tích, những người còn lại làm quen với thuyền trưởng Kid - chỉ huy con tàu hải tặc - và Bety - cháu gái của ông. Những người hải tặc này chỉ cướp của người giàu chia cho người nghèo, họ đang trên đường tìm kiếm đảo châu báu và những người thân bị mất tích. Doraemon phát hiện mình bị mất túi thần kì, may mắn nhờ những người hải tặc vớt lên một số ít ỏi, nhóm bạn nương nhờ theo những người này để tìm Nobita. Lúc đó Nobita bị trôi dạt lên một hòn đảo và gặp một cậu bé bị lạc. Tình cảm của Nobita và cậu bé ngày càng thắm thiết, Nobita biết được tên cậu bé là Jack (Bêta) và cậu làm quen với cá heo Luphin - con vật cứu cậu thoát chết. Đến một hôm khi chiếc thuyền của ông Kid cập bến hòn đảo ấy, đoàn người lên đảo (có cả Doraemon và các bạn) tìm thấy một hang động bí mật, họ đi vào sâu trong ấy thì bị quân lính tuần tra của tên Ketsu - doanh nhân chuyên buôn bán các loại thú qúy, kẻ tội phạm thời gian - bắt giữ và đưa lên tên Ketsu. Nobita và Jack cưỡi trên lưng cá heo Luphin cũng tình cờ lọt vào căn cứ của Ketsu. Luphin bị bắt giữ còn hai đứa thì được giam chung cùng Doraemon và các bạn. Họ mừng rỡ gặp nhau và biết được Jack là em ruột của Bety, một trong những người thân thất lạc của cô bé. Họ tổ chức một kế hoạch giải thoát cho những người thủy thủ bị bắt giam, trong đó có cả ông Colt - cha ruột của hai chị em Betty. Nhờ sự giúp sức của hai thủy thủ trung thành là Pancho và Gonzales, họ đã giải thoát toàn bộ thủy thủ và cá heo Luphin nhưng không có cách chạy thoát khỏi hòn đảo. Chỉ còn cách duy nhất là quay trở lại chiếm căn cứ chỉ huy của Ketsu và phá giải hàng rào bảo vệ làm che khuất hòn đảo, nhằm phát tín hiệu cầu cứu đến đội tuần tra thời gian. Thế là một trận chiến tiêu diệt binh lính của tên Ketsu bắt đầu do binh đoàn thủy thủ. Nhóm Shizuka và hai chị em Bety, Jack cùng giúp đỡ bọn quái vật thoát khỏi cơn thịnh nộ của chúng. Kế hoạch đang trong đà thành công thì Ketsu ra lệnh cho quái vật Leviathan - con ác thú được tổng hợp từ nhiều loại gen khác nhau, vũ khí đắc lực của hắn - tấn công đoàn thủy thủ. Suneo được cá heo Luphin (biết nói) hướng dẫn cách điều khiển con tàu và tránh được các đòn tấn công của Leviathan. Trong khi đó, Doraemon và Nobita đã xâm nhập vào phòng chỉ huy của Ketsu và phá hỏng bức tường bảo vệ. Đội tuần tra thời gian kịp thời phát hiện và ứng cứu, lúc này nhóm bạn mời biết Luphin chính là một sĩ quan cảnh sát được lệnh ngầm theo dõi tên Ketsu. Nhóm bạn chia tay những người hải tặc và trở về nhà bình yên.

## Sản xuất
| Doraemon           | Oyama Nobuyo       |
| Nobita             | Ohara Noriko       |
| Shizuka            | Nomura Michiko     |
| Jaian              | Tatekabe Kazuya    |
| Suneo              | Kimotsuki Kaneta   |
| Mẹ Nobita          | Chijimatsu Sachiko |
| Ba Nobita          | Naka Yousuke       |
| Leviathan          | Chafurin           |
| Jack               | Mahha Fumiake      |
| Betty              | Hayami Yuu         |
| Luffin             | Asagami Youko      |
| Thuyền trưởng Kid  | Emori Toru         |
| Gonzalez           | Hayashiya Kikuzo   |
| Pencho             | Hayashiya Kobuhei  |
| Thuyền trưởng Colt | Saka Osamu         |
| Tiến sĩ Krone      | Tomita Kousei      |
| Giọng máy vi tính  | Nagasawa Naomi     |

Doraemon: Nobita no Nankai Daibōken do Shibayama Tsutomu đạo diễn, Kishima Nobuaki hỗ trợ viết kịch bản và Oe Senri soạn nhạc, công chiếu vào ngày 7 tháng 3 năm 1998 với thời lượng 93 phút. Ca khúc mở đầu phim là "Doraemon no Uta" (ドラえもんのうた, dịch nghĩa "Bài hát về Doraemon") và ca khúc kết thúc là "Hot Milk" (ホットミルク, dịch nghĩa "Sữa nóng") do Yoshikawa Hinano trình bày. Một trailer giới thiệu được công bố trước đó và ngày nay vẫn có thể xem trên website chính thức của phim Doraemon. Tác phẩm lấy cảm hứng từ cuốn tiểu thuyết Đảo giấu vàng của nhà văn Robert Louis Stevenson.

## Nhạc nền
Sau Nobita no Neji Maki City Bōkenki, nhạc sĩ Kikuchi Shunsuke không còn sáng tác nhạc nền cho các phần phim điện ảnh chiếu rạp Doraemon nữa vì vậy Oe Senri đã thay thế. Các đoạn nhạc nền trong phim do Oe sáng tác sau đó được Bandai Music Entertainmen tổng hợp đóng gói thành đĩa CD phát hành vào ngày 1 tháng 4 năm 1998, một tháng sau khi phim khởi chiếu.
Tất cả nhạc phẩm được soạn bởi Oe Senri.
| Eiga Doraemon: Nobita no Nankai Daibōken Memorial Ongaku-shū | Eiga Doraemon: Nobita no Nankai Daibōken Memorial Ongaku-shū | Eiga Doraemon: Nobita no Nankai Daibōken Memorial Ongaku-shū |
| STT                                                          | Nhan đề                                                      | Thời lượng                                                   |
| ------------------------------------------------------------ | ------------------------------------------------------------ | ------------------------------------------------------------ |
| 1.                                                           | "Nankai Daibōken no Theme" (南海大冒険のテーマ)              |                                                              |
| 2.                                                           | "Doctor Cash no Shima" (ドクター・キャッシュの島)            |                                                              |
| 3.                                                           | "Takarajima o Sagasou" (宝島を探そう)                        |                                                              |
| 4.                                                           | "Kaizoku-sen Shutsugen!" (海賊船出現!)                       |                                                              |
| 5.                                                           | "Captain Kid" (キャプテン・キッド)                           |                                                              |
| 6.                                                           | "Fushigi Seibutsu-tachi no Rakuen" (ふしぎ生物たちの楽園)    |                                                              |
| 7.                                                           | "Luffin no Isshoni" (ルフィンといっしょに)                   |                                                              |
| 8.                                                           | "Ganbare, Iwao!" (がんばれ,岩男!)                            |                                                              |
| 9.                                                           | "Chīsana Yūsha-tachi" (小さな勇者たち)                       |                                                              |
| 10.                                                          | "Time Patrol Tōchaku!" (タイム・パトロール到着!)             |                                                              |
| 11.                                                          | "Saikai no Toki" (再会の時)                                  |                                                              |
| 12.                                                          | "Boku-tachi no Yume Kōkai" (ぼくたちの夢航海)                |                                                              |
| Tổng thời lượng:                                             | Tổng thời lượng:                                             | 32:00                                                        |

## Truyền thông
Tác phẩm này cũng được Fujiko Pro vẽ đăng lại trên tạp chí CoroCoro Comic từ tháng 10 năm 1997 đến tháng 3 năm 1998. Phim được phát hành tại một số quốc gia trên thế giới: Tại Tây Ban Nha được trình chiếu rạp vào ngagy 30 tháng 8 năm 2002, tại Bồ Đào Nha được phát hành dưới dạng DVD vào ngày 18 tháng 3 năm 2003, tại Ấn Độ được phát sóng trên truyền hình vào ngày 5 tháng 6 năm 2011, tại Ba Lan được phát sóng truyền hình vào ngày 4 tháng 10 năm 2015 và tại Hàn Quốc được phát sóng truyền hình vào ngày 16 tháng 5 năm 2017.